# Green Bay Packers 1959
La stagione 1959 dei Green Bay Packers è stata la 39ª della franchigia nella National Football League. La squadra, guidata dal nuovo allenatore Vince Lombardi, ebbe un record di 7-5, terminando terza nella Western Conference.
Fu la prima stagione dei Packers con un record vincente in dodici anni; l'ultimo era stato 6–5–1 nel 1947. Il club aveva vinto una sola partita nella stagione precedente, terminando con il peggior bilancio della sua storia.

## L'era Lombardi ha inizio
Il 4 febbraio 1959 Vince Lombardi colse la sua opportunità e iniziò a costruire quella che sarebbe stata la sua dinastia a Green Bay. Giunse al termine di entrambe le fasi del draft (1º dicembre e 21 gennaio), e iniziò scambiando il miglior ricevitore della squadra del precedente decennio, Billy Howton, ai Cleveland Browns. Per portare della leadership in difesa, Lombardi ottenne il futuro Hall of Fame Emlen Tunnell dai New York Giants. Inoltre arrivarono Fuzzy Thurston dai Baltimore Colts e il defensive tackle Henry Jordan da Cleveland per l'inizio del training camp. Complessivamente, 16 veterani della stagione precedente furono svincolati, con Lombardi che portò una nuova attitudine nello spogliatoio.

### Training camp
Lombardi si ispirò al modello dei Giants — i giocatori dovevano sentirsi dei campioni. La squadra viaggiò in prima classe, seguendo la filosofia "non puoi essere un vincente se non ti senti tale." Il cambiamento della cultura fu profondo. Lombardi era alla ricerca di un quarterback ed era esitante a scegliere Bart Starr. Questi era al quarto anno nella lega e non era ancora riuscito a vincere una partita in cui avesse giocato quattro quarti. L'ex giocatore dei Razorbacks Lamar McHan superò la concorrenza di Starr, mentre il veterano Babe Parilli fu svincolato a metà settembre, assieme al running back rookie Alex Hawkins, la 13ª scelta assoluta dell'ultimo draft.

### Il piano
Attraverso uno stile divenuto poi leggendario, Lombardi trasformò i deboli Packers della stagione precedente in dei vincenti. Mise il suo piano immediatamente in azione già dal primo incontro con la squadra. "Non sono mai stato in una squadra perdente, gentlemen, e non ho intenzione di cominciare da ora!"

### Drastico miglioramento
I risultati dell'approccio di Lombardi furono immediati. Nel debutto stagionale contro i Chicago Bears, i Packers vinsero per 9–6 e celebrarono la vittoria sollevando l'allenatore in trionfo nello stadio. Nel suo primo anno sulla linea laterale, i Packers ebbero il loro primo record positivo dal 1947. La trasformazione della squadra fruttò a Lombardi il premio unanime di allenatore dell'anno della NFL.

## Roster
| Roster dei Green Bay Packers nel 1959 |
| --- |
| Quarterback - Joe Francis - Lamar McHan - Bart Starr Running Back - Timothy Brown - Lew Carpenter - Paul Hornung - Don McIlhenny - Jim Taylor Wide Receiver - Boyd Dowler - Gary Knafelc - Ron Kramer - Max McGee - A.D. Williams Tight End {{{te}}} Offensive Linemen - John Dittrich - Forrest Gregg - Jerry Kramer - Norm Masters - Jim Ringo - Bob Skoronski - Fred Thurston Defensive Linemen - Ken Beck - Nate Borden - Dave Hanner - Henry Jordan - Bill Quinlan - Jim Temp Linebacker - Tom Bettis - Dan Currie - Bill Forester - Ray Nitschke Defensive Back - Bill Butler - Bobby Dillon - Bobby Freeman - Hank Gremminger - Emlen Tunnell - Jesse Whittenton Special Team {{{st}}} |
| Legenda - I rookie sono in corsivo. - Il primo ruolo è il principale mentre gli eventuali successivi indicano i ruoli secondari. - (IR) sta per Injured Reserve ed indica la lista ristretta per un solo giocatore infortunato che può tornare ad allenarsi dopo la settimana 6 e a rientrare in prima squadra dopo che questa ha giocato 8 partite. - (NF-Inj.) / (NF-Ill.) stanno rispettivamente per Non-Football Injured e Non-Football Illness ed indicano le liste dove viene inserito un giocatore che ha un infortunio o una malattia non dipendente dal football americano. - (PUP) sta per Physically Unable to Perform ed indica la lista dove viene inserito un giocatore mentre è in attesa di recuperare la condizione fisica. Nella stagione regolare dopo la sesta partita giocata dalla propria squadra, il giocatore ha tempo tre settimane per riprendere ad allenarsi, più tre settimane aggiuntive dal suo rientro agli allenamenti per rientrare in prima squadra. |

## Calendario
| Stagione regolare |              |                        |           |        |                               |          |
| Turno             | Data         | Avversario             | Risultato | Record | Stadio                        | Pubblico |
| 1                 | 27 settembre | Chicago Bears          | V 9–6     | 1–0    | City Stadium                  | 32,150   |
| 2                 | 4 ottobre    | Detroit Lions          | V 28–10   | 2–0    | City Stadium                  | 32,150   |
| 3                 | 11 ottobre   | San Francisco 49ers    | V 21–20   | 3–0    | City Stadium                  | 32,150   |
| 4                 | 18 ottobre   | Los Angeles Rams       | S 6–45    | 3–1    | Milwaukee County Stadium      | 36,194   |
| 5                 | 25 ottobre   | at Baltimore Colts     | S 21–38   | 3–2    | Memorial Stadium              | 57,557   |
| 6                 | 1 novembre   | at New York Giants     | S 3–20    | 3–3    | Yankee Stadium                | 68,837   |
| 7                 | 8 novembre   | at Chicago Bears       | S 17–28   | 3–4    | Wrigley Field                 | 46,205   |
| 8                 | 15 novembre  | Baltimore Colts        | S 24–28   | 3–5    | Milwaukee County Stadium      | 25,521   |
| 9                 | 22 novembre  | Washington Redskins    | V 21–0    | 4–5    | City Stadium                  | 31,853   |
| 10                | 26 novembre  | at Detroit Lions       | V 24–17   | 5–5    | Briggs Stadium                | 49,221   |
| 11                | 6 dicembre   | at Los Angeles Rams    | V 38–20   | 6–5    | Los Angeles Memorial Coliseum | 61,044   |
| 12                | 13 dicembre  | at San Francisco 49ers | V 36–14   | 7–5    | Kezar Stadium                 | 55,997   |

Nota: gli avversari della propria conference sono in grassetto.

## Classifiche
| NFL Western Conference |   |    |   |      |     |     |     |     |
|                        | V | S  | P | %    | DIV | PF  | PS  | STR |
| Baltimore Colts        | 9 | 3  | 0 | .750 | 9–1 | 374 | 251 | V5  |
| Chicago Bears          | 8 | 4  | 0 | .667 | 6–4 | 252 | 196 | V7  |
| San Francisco 49ers    | 7 | 5  | 0 | .583 | 5–5 | 255 | 237 | S2  |
| Green Bay Packers      | 7 | 5  | 0 | .583 | 6–4 | 248 | 246 | V4  |
| Detroit Lions          | 3 | 8  | 1 | .273 | 2–8 | 203 | 275 | S1  |
| Los Angeles Rams       | 2 | 10 | 0 | .167 | 2–8 | 242 | 315 | S8  |

Nota:  i pareggi non venivano conteggiati ai fini della classifica fino al 1972.